# Ньюхейлен (Аляска)
Ньюхейлен (англ. Newhalen, ц.-юп. Nuuriileng) — город в боро Лейк-энд-Пенинсула, штат Аляска, США.

## География, история
Ньюхейлен расположен на северном берегу озера Илиамна — крупнейшего озера Аляски и восьмого по величине в США, в устье реки Ньюхейлен. Площадь города составляет 21,6 км², из которых 5,9 км² составляют открытые водные пространства. Вблизи города планируется построить «Галечную шахту». Город обслуживает аэропорт Илиамна, расположенный в 3 километрах севернее Ньюхейлена.
Изначально Ньюхейлен был юпикской деревней с названием Ногхелингамиут. Поселение было основано на этом месте в конце XIX века в связи с обилием здесь рыбы и дичи. Белые, пришедшие сюда, англизировали название в Ньюхейлен. 26 октября 1971 года поселение было инкорпорировано и получило статус города (city).

## Демография
По переписи 1890 года в Ногхелингамиуте проживало 16 эскимосов. В 1940-м году там жило 55 человек, в 1950-м — 48, в 1960-м — 63, в 1970-м — 88, в 1980-м — 87, в 1990-м — 160.
По переписи 2000 года в Ньюхейлене проживало 160 человек (80 мужчин и 80 женщин; 39 домохозяйств, 37 семей). Расовый состав: коренные американцы — 85 %, белые — 8,75 %, смешанные расы — 6,25 %. 45 % жителей были младше 18 лет, 9,4 % — в возрасте от 18 до 24 лет, 20,6 % — от 25 до 44 лет, 20 % — от 45 до 64 лет и 5 % жителей были старше 64 лет. Средний возраст жителя — 20 лет. На 100 женщин приходилось 100 мужчин, при этом на 100 совершеннолетних женщин приходилось 120 совершеннолетних мужчин.

Средний доход на семью составил 35 000 долларов в год, доход на душу населения — 9448 долларов в год, 26,7 % семей и 16,3 % населения жили за чертой бедности, из них 17,9 % были несовершеннолетними.
По переписи 2010 года в Ньюхейлене проживало 190 человек (92 мужчины и 98 женщин). Расовый состав: коренные американцы — 80 %, белые — 7,37 %, негры и афроамериканцы — 0,53 % (1 человек), смешанные расы — 12,11 %.
По состоянию на 2014 год сайт commerce.state.ak.us сообщает о 214 жителях.